# 鹿特丹南站
鹿特丹南站（荷蘭語：Station Rotterdam Zuid），为荷兰鹿特丹市的一个火车站，位于布雷达－鹿特丹铁路线上。

## 历史
鹿特丹南站于1877年5月2日开始营运。在早期直到二战结束初期，鹿特丹南站设施简陋，无车站大楼，仅有2个站台。1958年，车站大楼建成。

## 客运线路
- 5000：海牙中央車站 - 海牙荷蘭車站 - 代尔夫特車站 - 斯希丹中央車站 - 鹿特丹中央車站 - 鹿特丹南站 - 多德雷赫特車站
- 5100：海牙中央車站 - 海牙荷蘭車站 - 代尔夫特車站 - 斯希丹中央車站 - 鹿特丹中央車站 - 鹿特丹南站 - 多德雷赫特車站